# 吴普特
吴普特（1963年4月—），陕西武功人，中华人民共和国教育家、政治人物。西北农林科技大学校长。

## 生平
吴氏早年在西北农业大学水利系农田水利工程专业学习。毕业后曾在中科院水利部水保所工作，职务至任中科院水利部水保所科研处副处长，中科院黄土项目办副主任，国家节水灌溉杨凌工程技术研究中心主任。1999年10月回到母校西北农林科技大学，历任学校科研处处长、学校党委常委、副校长、西北农林科技大学科学技术发展研究院院长等职。2017年12月，升任西北农林科技大学校长。2018年2月24日，当选为第十三届全国人大代表。2023年3月，他当选为第十四届全国人大常委会委员。